# Wilhelm Engelbart
Wilhelm Karl Engelbart (* 8. November 1903 in Ganderkesee, Großherzogtum Oldenburg, Deutsches Kaiserreich; † 1999) war ein deutscher Lehrer und NSDAP-Funktionär. Er organisierte die Novemberpogrome 1938 in Oldenburg und Umgebung.

## Leben
Wilhelm Engelbart wurde 1903 in Ganderkesee geboren und zum Lehrer ausgebildet. Er amtierte als Volksschullehrer in Deichhorst, einem Stadtteil von Delmenhorst, sowie in Abens bei Burhafe und in Abbehausen.
Zum 1. Dezember 1930 trat Engelbart der NSDAP (Mitgliedsnummer 383.816), 1931 dem Nationalsozialistischen Lehrerbund (NSLB) bei. Zudem machte er Karriere in der SA: Von 1932 bis 1933 war er in Delmenhorst SA-Sturmbannführer I/144. Dort avancierte er anschließend zum SA-Standartenführer der Standarte 144 und wurde im Frühjahr 1935 Führer der SA-Standarte 19 in Varel. 1938 wurde er NSDAP-Kreisleiter in der Stadt Oldenburg und versah diese Funktion bis zum Ende des Zweiten Weltkriegs 1945. In dieser Zeit war er zunächst Gauleiter und Reichsstatthalter Carl Röver und nach dessen Tod 1942 Paul Wegener unterstellt. Von 1942 bis 1943 war Engelbart ebenfalls NSDAP-Kreisleiter für Oldenburg-Land. In diesen Jahren kam es ab und an zu Reibereien mit Heinrich Rabeling, der ursprünglich der DNVP nahegestanden hatte und von 1933 bis 1945 als Oberbürgermeister von Oldenburg amtierte. In der Zeit des Nationalsozialismus war Rabeling Mitglied der NSDAP und wurde deshalb bei der Besetzung Oldenburgs von der Britischen Militärverwaltung seines Amtes enthoben und verhaftet. Konkrete Einzelheiten eines Konkurrenzkampfes zwischen Engelhart und Rabeling sind allerdings bisher kaum bekannt.

## Reichspogromnacht
Gauleiter Carl Röver erteilte Engelbart von München aus telefonisch Anweisungen, die dieser sodann an alle Kreisleiter des Gaues Weser-Ems weitergab. Engelhart selbst verbrachte den 9. November 1938 bei einer Geburtstagsfeier zu seinen Ehren im Kreise von Parteigenossen in einem Hotel am Heiligengeistwall.  Um 1.27 Uhr wurde die Feuerwehr Oldenburg alarmiert, das jüdische Gotteshaus brannte schon lichterloh. „Abholtrupps“ der SA trieben auf dem Pferdemarkt, dem damaligen Platz der SA, rund 350 Juden zusammen. Nach einigen Stunden kamen die Frauen und Kinder frei, die Männer wurden in entwürdigender Weise auf dem „Oldenburger Judengang“ durch die Stadt geführt. und am nächsten Morgen mit einem Sonderzug ins KZ Sachsenhausen verbracht.
Nach Kriegsende wurde Engelbart im Oldenburger Synagogenbrand-Prozess angeklagt, aber im September 1950 von dem Vorwurf eigener Beteiligung freigesprochen. Im Oktober 1952 endete der Revisionsprozess vor der Großen Strafkammer Osnabrück mit einem erneuten Freispruch. Später war er als selbstständiger Kaufmann tätig. Am 1. Mai 1999 feierte seine Firma das fünfzigjährige Bestehen. Engelbart starb 1999.